# Simon Lightwood
Pour les articles homonymes, voir Lightwood.
Simon Robert Lightwood (né le 15 décembre 1980) est un homme politique du Parti travailliste britannique qui est député de Wakefield depuis l'élection partielle de 2022, à la suite de la démission du député conservateur Imran Ahmad Khan.

## Jeunesse et éducation
Lightwood est né en 1980 et grandit dans la pauvreté à South Shields. Après la reprise de possession de sa maison familiale à l'âge de 13 ans, il est contraint de vivre avec sa grand-mère, loin de ses parents. Lightwood est diplômé en théâtre du Bretton Hall College.

## Début de carrière
Lightwood est assistant de Mary Creagh, députée de la circonscription de 2005 à 2019. Il travaille ensuite pour le National Health Service, et siège au National Policy Forum (en) du Parti travailliste en tant que représentant du Yorkshire. Au moment de se présenter aux élections parlementaires, il est responsable des communications pour Calderdale and Huddersfield NHS Foundation Trust.

## Carrière parlementaire
Le 3 mai 2022, Imran Ahmad Khan démissionne de son poste de député de Wakefield après avoir été reconnu coupable d'agression sexuelle sur un adolescent, amenant ainsi une élection partielle.
La section du Parti travailliste pour la circonscription de Wakefield (Constituency Labour Party (en), CLP) sélectionne Dearden et Lightwood pour la liste restreinte mais le lendemain, l'ensemble du comité exécutif du CLP (à l'exception d'une personne nommée de l'extérieur) démissionne pour protester contre l'absence de tout candidat sur la liste qui vivait à Wakefield.
Lightwood est élu le 23 juin 2022 avec une majorité de 4 925 voix. Il prononce son premier discours le 11 juillet 2022, rendant hommage à certains de ses prédécesseurs (Mary Creagh, David Hinchliffe (en) et Walter Harrison) mais refuse de parler positivement de son prédécesseur direct (Khan), célébrant plutôt les victimes et les survivants de violences sexuelles et domestiques.
Il devient ensuite un mécène de LGBT+ Labour (en).
Lors de la conférence du parti travailliste (en) de 2022, Lightwood est nommé ministre fantôme des bus et des taxis, succédant à Sam Tarry.

## Vie privée
Lightwood vit à Ossett dans la circonscription de Wakefield avec son mari, s'étant engagé à déménager de son ancien domicile de Calderdale à Wakefield après son élection,.